# Udea derasa
Udea derasa là một loài bướm đêm trong họ Crambidae.